# Patrik Svitana
Patrik Svitana (ur. 10 lipca 1988 w Popradzie) – słowacki hokeista, reprezentant Słowacji.
Jego wujek Pavol (ur. 1948) także został hokeistą, był reprezentantem Czechosłowacji.

## Kariera
- HK Poprad U18 (2005-2006)
- HK Poprad U20 (2006-2008)
- HK Poprad (2006-2007)
- MHK Kieżmark U20 (2008-2009)
- MHK Kežmarok (2008-2010)
- HK Poprad (2009-2012)
- HC Koszyce (2012-2013)
- Jertys Pawłodar (2013-2015)
- Cracovia (2015-2016)
- HK Poprad (2017-)

Wychowanek klubu w rodzinnym Popradzie. Występował w klubach słowackiej ekstraligi, w tym w Koszycach od 2012 do 2013. Od 2013 do 2015 zawodnik kazachskiego klubu Jertys Pawłodar w rozgrywkach Wysszaja Liga. Od lipca 2015 do końca roku 2016 zawodnik Cracovii w rozgrywkach Polskiej Hokej Ligi. Na początku roku 2017 podpisał kontrakt z HK Poprad, a w kwietniu 2017 przedłużył kontrakt z klubem.
W kadrze seniorskiej Słowacji uczestniczył w turnieju mistrzostw świata edycji 2018.

## Sukcesy
Klubowe
- Srebrny medal mistrzostw Słowacji: 2011 z HK Poprad, 2013 z HC Koszyce
- Złoty medal mistrzostw Kazachstanu: 2014, 2015 z Jertysem Pawłodar
- Puchar Polski: 2015 z Cracovią
- Złoty medal mistrzostw Polski: 2016 z Cracovią
- Superpuchar Polski: 2016 z Cracovią
- Finał Pucharu Polski: 2016 z Cracovią